# Year of the Gentleman
Year of Gentleman (traducido al español: Año del Caballero) es el tercer álbum de estudio del cantante de R & B y pop cantante y compositor Ne -Yo, publicado el 16 de septiembre de 2008, en Def Jam Recordings en los Estados Unidos. [ 1 ] Ne -Yo trabajó con varios productores de discos para el álbum, incluyendo Stargate , Chuck Harmony, Polow da Don, estereotipos , y Reggie " Syience " Perry , entre otros.
Tras su lanzamiento , Year of the Gentleman recibió críticas generalmente positivas de los críticos de música , que elogió a su estética musical y Ne -Yo de composición de canciones . Le ganó siete nominaciones a los premios Grammy , incluyendo Álbum del Año .
El álbum fue un éxito comercial y , trazando en el top- 10 en varios países. Se produjo cuatro singles, incluyendo éxitos internacionales " Closer ", "Miss Independent " y " Mad " . Year of the Gentleman ha sido certificado platino por la Asociación de la Industria de Grabación de América, para el traslado de un millón de copias en los Estados Unidos. También ha sido certificado doble platino por la Industria Fonográfica Británica, para el traslado de 600 000 copias en el Reino Unido.

## Lista de canciones
| N.º | Título                     | Escritor(es)                                                                         | Producer(s)                           | Duración |  |
| 1.  | «Closer»                   | Shaffer Smith, Tor Erik Hermansen, Mikkel S. Eriksen, Magnus Beite, Bernt Rune Stray | StarGate, Ne-Yo*                      | 3:54     |  |
| 2.  | «Nobody»                   | Smith, Rodney Jerkins                                                                | Kirven Arrington                      | 3:07     |  |
| 3.  | «Single»                   | Smith, Jamal Jones                                                                   | Polow Da Don, Ne-Yo*, Adam Messinger* | 4:18     |  |
| 4.  | «Mad»                      | Smith, Hermansen, Eriksen                                                            | StarGate, Ne-Yo*                      | 4:14     |  |
| 5.  | «Miss Independent»         | Smith, Hermansen, Eriksen                                                            | StarGate, Ne-Yo*                      | 3:52     |  |
| 6.  | «Why Does She Stay»        | Smith, Jonathan Yip, Ray Romulus, Jeremy Reeves, Micayle McKinney                    | Stereotypes                           | 4:33     |  |
| 7.  | «Fade into the Background» | Smith, Shomari Wilson                                                                | Shomari "Sho" Wilson                  | 3:18     |  |
| 8.  | «So You Can Cry»           | Smith, Reggie Perry                                                                  | Syience                               | 4:18     |  |
| 9.  | «Part of the List»         | Smith, Charles Harmon                                                                | Chuck Harmony                         | 4:10     |  |
| 10. | «Back to What You Know»    | Smith, Hermansen, Eriksen, Beite, Stray                                              | StarGate, Ne-Yo*                      | 4:10     |  |
| 11. | «Lie to Me»                | Smith, Shea Taylor                                                                   | Shea Taylor                           | 4:27     |  |
| 12. | «Stop This World»          | Smith, Harmon                                                                        | Chuck Harmony                         | 4:24     |  |

(*) denotes co-producer
Pistas adicionales
- "What's the Matter" (produced by Chuck Harmony) (UK iTunes Pre-Order/UK/Australia/Japan) — 3:46
- "She Got Her Own" (featuring Jamie Foxx and Fabolous) (produced by Butter Beats) (US iTunes/Japan) — 5:32
- "In the Way" (produced by J. R. Rotem) (US iTunes Pre-Order/Japan re-release) — 4:16
- "So Sick" (produced by StarGate) (Brazil) — 3:27
- "Because of You" (produced by StarGate) (Brazil/Australia) — 3:46
- "Sexy Love" (produced by StarGate) (Brazil) — 3:40

- Datos: Q955710